# 安多弗 (堪薩斯州)
安多弗（英語：Andover）是一個位於美國堪薩斯州巴特勒縣的城市。

## 地方資料
根據2020年美國人口普查的數據，安多弗的面積為26.28平方千米，當中陸地面積為26.14平方千米，而水域面積為0.14平方千米。當地共有人口14892人，而人口密度為每平方千米566.67人。